# Plesionika alcocki
Plesionika alcocki is een garnalensoort uit de familie van de Pandalidae. De wetenschappelijke naam van de soort is voor het eerst geldig gepubliceerd in 1896 door Anderson.